# Albert Prisse

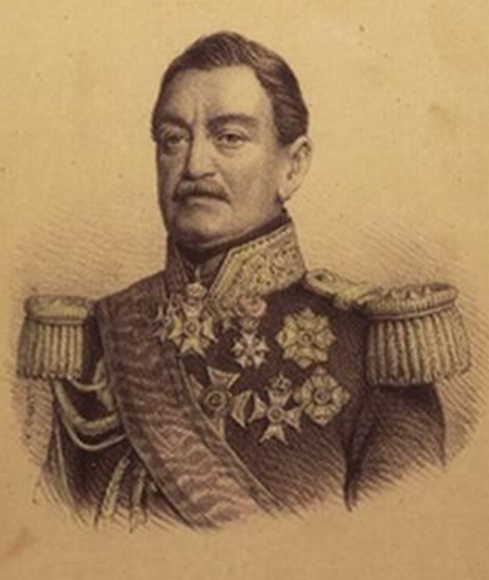
Albert Prisse

Albert Florent Joseph Baron Prisse (* 24. Juni 1788 in Maubeuge; † 22. November 1856 in Rom) war ein belgischer General und Politiker.

## Leben
Nach Wiedergenesung von einer Verletzung wurde er ab 4. Mai 1813 zum contrôleur  im Département du Mont-Tonnerre am Hauptort Mainz bestimmt.
Priss war 1839 Präsident der Kommission zur Regulierung der Grenzbestimmungen zwischen Belgien und den Niederlanden, bis 1846 belgischer Gesandter in Den Haag, 1846–47 Kriegsminister und wurde 1847 Generaladjutant des Königs und Obersthofmeister der königlichen Prinzen.